# 気象業務法
気象業務法（きしょうぎょうむほう、昭和27年6月2日法律第165号）は、気象業務に関する基本的制度を定めることによつて、気象業務の健全な発達を図り、もつて災害の予防、交通の安全の確保、産業の興隆等公共の福祉の増進に寄与するとともに、気象業務に関する国際的協力を行うことに関する日本の法律である。（第1条）
国土交通省外局の気象庁総務部企画課が所管し、内閣府防災担当政策統括官職、国土交通省海事局総務課危機管理室、総務省消防庁国民保護・防災部防災課、海上保安庁海洋情報部企画課、海上自衛隊海洋業務・対潜支援群など他省庁と連携して執行にあたる。

## 構成
- 第1章 総則（第1条～第3条）
- 第2章 観測（第4条～第12条）
- 第3章 予報及び警報（第13条～第24条）
- 第3章の2 気象予報士（第24条の2～第24条の27）
- 第3章の3 民間気象業務支援センター（第24条の28～第24条の33）
- 第4章 無線通信による資料の発表（第25条～第26条）
- 第5章 検定（第27条～第34条）
- 第6章 雑則（第35条～第43条の5）
- 第7章 罰則（第44条～第50条）
- 附則

## 沿革
気象業務法は、制定以来30回以上の改正を経ているが、主なものは以下のとおりである。
- 明治20年8月8日勅令第41号（気象台測候所条例）国営の気象台・測候所、地方測候所、民営の測候所の設置及びそれぞれの業務に関する規律を（付属法令ともに）体系的に定めた最初の法令。昭和18年に「気象事業令」へと発展的に解消した。
- 昭和12年～昭和14年　国内全ての測候所が国有化され、地方及び民間による気象業務（予報・警報を含む）は事実上消滅した。
- 昭和22年12月31日　日本国憲法施行の際現に効力を有する命令の規定の効力等に関する法律（昭和22年法律第72号）により、気象事業令が失効。
- ～昭和26年ごろ　自然災害の多発を受けた気象情報通報体制の整備、連合国による占領の終了に伴う世界気象機関への加盟などを見据えて、気象業務に関する法体系整備の要求が高まる。
- 昭和27年6月2日法律第165号　気象業務法制定（昭和27年12月1日施行）。
- 昭和30年7月11日法律第61号（水防法の一部を改正する法律）　建設大臣（現：国土交通大臣）との共同洪水予報制度が始まる（即日施行）。
- 昭和31年6月11日法律第144号　運輸省の内部機関であった中央気象台が外局として独立し、気象庁となったことに伴う改正。気象審議会（現：交通政策審議会気象分科会）を設置（同年7月1日施行）。
- 昭和53年4月26日法律第29号（活動火山周辺地域における避難施設等の整備に関する法律等の一部を改正する法律）　気象庁長官の任務に火山現象に関する観測網・情報交換組織の確立・維持を追加（即日施行）。
- 昭和53年6月15日法律第73号（大規模地震対策特別措置法） 警戒宣言を発令するのに必要な、気象庁長官から内閣総理大臣への地震予知情報の報告手続を追加（同年12月14日施行）。
- 平成5年5月19日法律第46号　気象業務法の制定以来事実上行われてこなかった、民間による一般向け予報業務の許可を実施しやすくするための改正。気象予報士制度及び民間気象業務支援センター制度を整備（平成6年5月18日施行）し、予報業務の許可の条件に現象の予想を担当する気象予報士の設置を追加（平成7年5月18日施行）した。
- 平成13年6月13日法律第46号（水防法の一部を改正する法律）　都道府県知事との共同洪水予報制度が始まる（平成13年7月3日施行）。
- 平成13年6月13日法律第47号　気象測器検定制度につき、気象庁が指定検定機関に代行させることができる制度及び気象測器メーカー等による検査結果を用いた半自己認証制度（認定測定者制度）を整備（平成14年4月1日施行）。
- 平成15年6月18日法律第96号（公益法人に係る改革を推進するための国土交通省関係法律の整備に関する法律） 気象庁長官の権限としての気象測器検定を廃止。民間の事業体である「登録検定機関」が実施する検定制度に改めた。また、1993年の改正以来政令で定めることとされていた検定の対象となる気象測器の種類を、再び法律で定めることとした（平成16年3月1日施行）。
- 平成19年11月21日法律第115号　気象庁が義務として行う予報・警報の対象に地震動及び火山現象を追加した。あわせて、これらの予報を許可事業とし、同じく警報については法定伝達と気象庁の独占を定めた。また、技術上の基準に従って行うべき民間の気象観測から、電気事業のための観測を外した（平成19年12月1日施行）。
- 平成23年12月14日法律第124号　気象庁が義務として行う航空機及び船舶向けの予報・警報の対象に津波を追加した（平成23年12月27日施行）。
- 平成25年5月31日法律第23号　気象、地象、津波、高潮及び波浪について特別警報を発することができるするとともに情報伝達の規定を整備した（平成25年8月30日施行）。

## 規制
- 公益目的の気象観測における技術基準（第6条）
- 船舶・航空機からの観測報告（第7条・第8条）
- 公益目的等の観測における検定済み気象測器の使用義務（第9条）
- 予報業務の許可（第17条）
- 予報業務許可事業者における気象予報士の設置（第19条の2）
- 警報の制限（気象庁による独占）（第23条）
- 予報・警報標識の標準化（第24条）
- 気象予報士の試験（第24条の2）・登録（第24条の20）
- 観測成果の無線通信発表業務の許可（第26条）
- 気象測器の型式証明（第32条）
- 気象測器の認定測定者の認定（第32条の2）
- 気象測器の登録検定機関の登録（第32条の3）

## 資格
この法律により定められている資格は以下のとおり。
- 気象予報士

## 警報・特別警報の周知
本法15条及び15条の2並びに気象業務法施行令（昭和27年政令第471号）第8条及び第9条では、気象庁は警報・特別警報を発表したとき、及び警戒の必要がなくなったときは、以下の機関に通知し、各機関は関係者に周知させるよう努めなければならないとされている。
| 通知先機関                                              | 各機関の務め                   | 備考                                             |
| ------------------------------------------------------- | ------------------------------ | ------------------------------------------------ |
| 警察庁                                                  | 関係市町村長への通知           | 火山現象及び津波にかかるものに限る               |
| 消防庁                                                  | 関係市町村長への通知           |                                                  |
| 国土交通省                                              | 航行中の航空機への周知         | 飛行場・空域にかかるもの及び水防活動用警報に限る |
| 海上保安庁                                              | 航海中及び入港中の船舶への周知 | 火山現象、津波、海上にかかるものに限る           |
| 都道府県                                                | 関係市町村長への通知           |                                                  |
| 東日本電信電話（NTT東日本） 西日本電信電話（NTT西日本） | 関係市町村長への通知           |                                                  |
| 日本放送協会（NHK）                                     | 通知された事項の放送           | 地震動警報を含む                                 |

なお、上記により警察・消防・都道府県・NTTより通知を受けた市町村長は、その通知された事項を公衆及び所在の官公署に周知させるように努めなければならないとされている。

## 解説書
この法律の解説書としては、制定時の法案策定に直接携わっていた古谷源吾企画課長（当時）が、中央気象台から気象庁への改組を迎えた1956年に気象庁の機関紙『測候時報』に連載した記事をまとめて出版されたものがある。2016年12月の『測候時報』の記事によると、その後は1993年（平成5年）の法改正の記録がとりまとめられた程度で、全体として記録や解説として整理された資料は残されていない。
しかし、2015年6月には、電子書籍のみとはいえ、新しい気象業務法の解説書が発売されており、2018年8月現在、第4版まで版を重ねている。